# 弦楽四重奏曲第14番 (ショスタコーヴィチ)
弦楽四重奏曲第14番嬰ヘ長調Op.142は、旧ソ連の作曲家、ショスタコーヴィチの書いた弦楽四重奏曲である。1973年に作曲された。12, 13番と短調の曲であったが、この曲は後期の曲の中では明るい曲想を持つ。ベートーヴェン弦楽四重奏団のチェリスト セルゲイ・シリンスキーに献呈されている。

## 初演
1973年11月12日にレニングラードでベートーヴェン弦楽四重奏団によって初演された。

## 曲の構成
- 第1楽章 アレグレット
- 第2楽章 アダージョ
- 第3楽章 アレグレット - アダージョ

演奏時間は約25分程度。

## 編成
- 第1ヴァイオリン
- 第2ヴァイオリン
- ヴィオラ
- チェロ